# An Electric Storm
An Electric Storm es el álbum debut de la banda británica de música electrónica White Noise.
La banda inicialmente tenía la intención de grabar dos piezas, con la intención de lanzar un sencillo. Sin embargo, Chris Blackwell, fundador de Island Records, insiste en grabar un álbum entero. Tras esta decisión la banda decide instalar Kaleidophon Studio, un estudio de grabación en un apartamento en el barrio de Camden, Londres, donde graban las últimas cuatro piezas del disco. La última de ellas fue grabada apenas un día antes de la fecha acordada con la discográfica para completar el álbum.
Un extracto de "The Black Mass: An Electric Storm in Hell" puede ser escuchado en la película Dracula AD 1972.

## Lista de canciones
Phase-In:

| N.º | Título                | Escritor(es)                    | Duración |  |
| 1.  | «Love without Sound»  | Delia Derbyshire, David Vorhaus | 3:07     |  |
| 2.  | «My Game of Loving»   | Duncan, Vorhaus                 | 4:10     |  |
| 3.  | «Here Come the Fleas» | McDonald, Vorhaus               | 2:15     |  |
| 4.  | «Firebird»            | Derbyshire, Vorhaus             | 3:05     |  |
| 5.  | «Your Hidden Dreams»  | McDonald, Vorhaus               | 4:58     |  |

Phase-Out:

| N.º | Título                                  | Escritor(es)                                                | Duración |  |
| 6.  | «The Visitation»                        | McDonald, Vorhaus                                           | 11:14    |  |
| 7.  | «Black Mass: An Electric Storm in Hell» | White Noise (Duncan, Derbyrshire, Vorhaus, Lytton, Hodgson) | 7:22     |  |

## Créditos

### An Electric Storm
- David Vorhaus – producción
- Delia Derbyshire, Brian Hodgson – efectos de sonido
- Paul Lytton – percusión
- John Whitman, Annie Bird, Val Shaw – voz